# ویربرگ
ویربرگ (به آلمانی: Weerberg) یک منطقهٔ مسکونی در اتریش است که در شواس واقع شده‌است. ویربرگ ۵۵٫۴ کیلومتر مربع مساحت دارد و ۸۸۲ متر بالاتر از سطح دریا واقع شده‌است.